# الوری (کارولینای جنوبی)
الوری(به انگلیسی: Elloree) شهری در ایالت کارولینای جنوبی کشور ایالات متحده آمریکا است که جمعیت آن در سرشماری سال ۲۰۱۰ میلادی، ۶۹۲ نفر بوده‌است.